# Cràter d'Il·linets

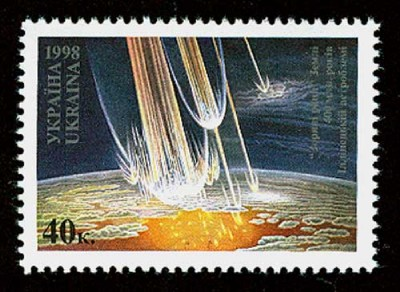
Segell ucraïnès en commemoració del cràter d'Il·linets

El cràter d'Il·linets és un cràter de meteorit a Ucraïna. Mesura uns 8,5 quilòmetres de diàmetre, amb una edat estimada de 378 ± 5 milions d'anys (durant el període Devonià superior). El cràter no està exposat a la superfície.